# Verkröpfung

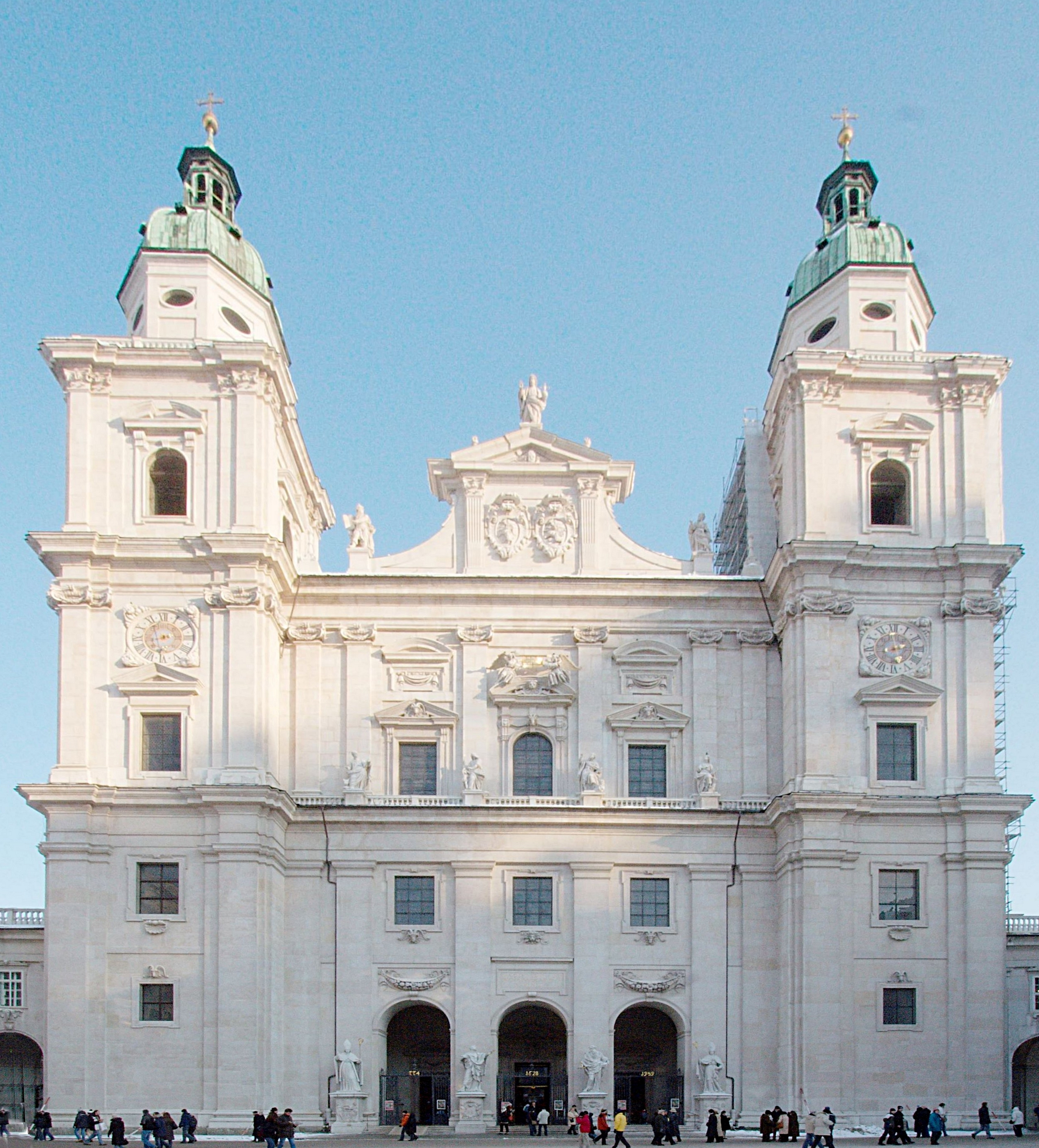
Verkröpfte Gesimse an den Türmen der Westfassade des Salzburger Doms

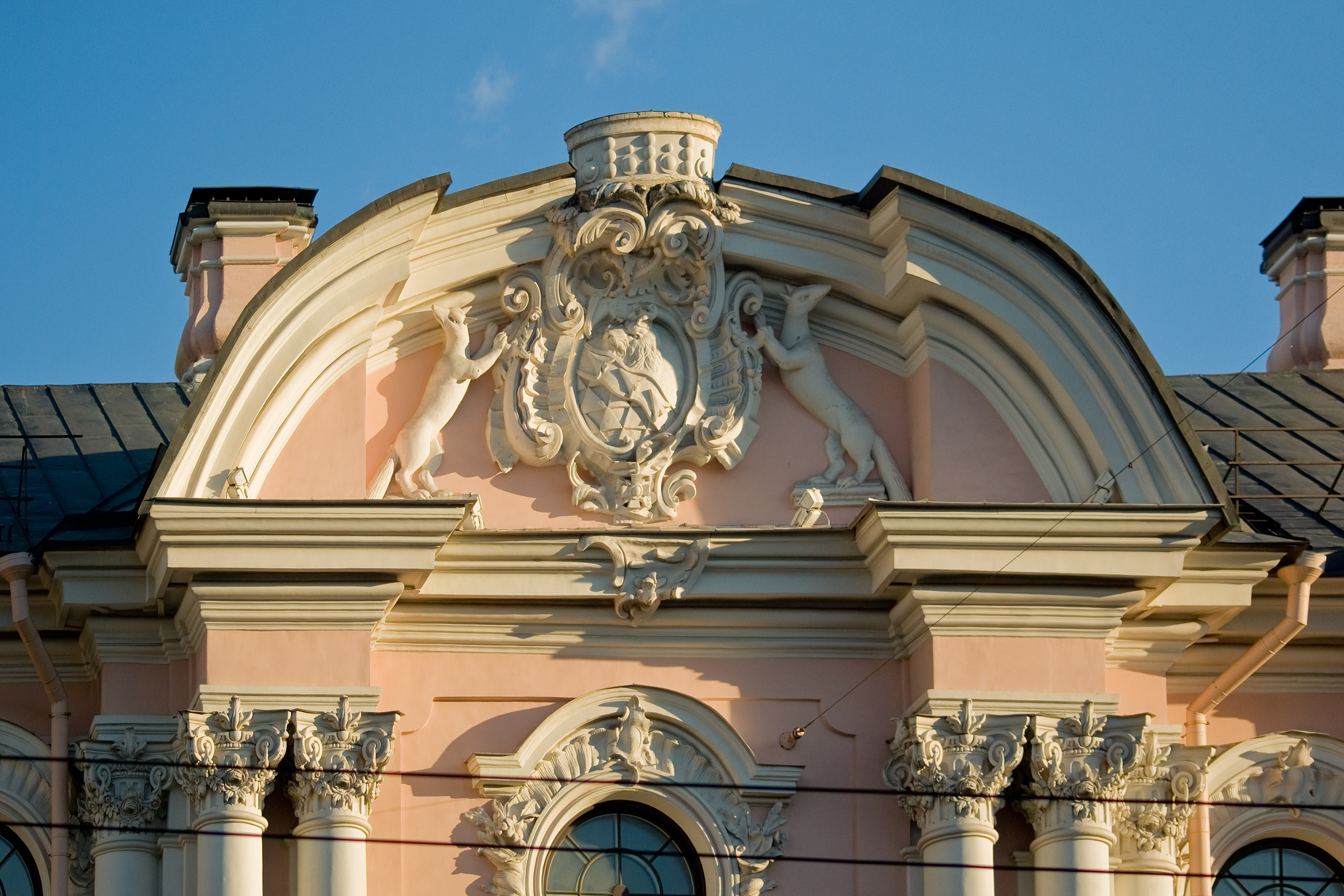
Verkröpfter Giebel am Stroganow-Palais, St. Petersburg

Eine Verkröpfung (insbesondere in älteren Quellen auch Kröpfung) ist in der Architektur das Herumführen eines waagerechten Bauglieds (z. B. Gesims, Schaftring) um einen senkrechten Wandvorsprung (z. B. Säule und Dienst sowie Pfeiler oder Pilaster). Dabei entsteht eine vorspringende Kante, die auch als „Kropfkante“ bezeichnet wird.

## Begriffe
Der Fachbegriff geht auf die Bedeutung von „Kröpfen“ als „krumm biegen“ zurück. Neben dem stehenden Begriff „verkröpftes Gesims“ wird auch vom „verkröpften Gebälk“ gesprochen. Dabei ist zu beachten, dass unter dem Begriff Gebälk in der Architektur unterschiedliche Dinge verstanden werden, die sich auch mit den Begrifflichkeiten von „Gesims“ überschneiden können.
Gesims
Verspringt ein Gesims nicht waagerecht um einen Vorsprung, sondern bogenförmig, beispielsweise um eine Wandöffnung herum, spricht man von einer „Aufkröpfung“ oder dem „Aufkröpfen“.
Giebel
Ein „verkröpfter Giebel“ ist ein Giebel, bei dem der Mittelteil gegenüber den Seitenteilen vor oder zurücktritt. Damit ist keine Aussage zur Giebelform (halbrund, segmentbogenförmig, spitz) verbunden.

## Architekturgeschichte
Bereits seit der römischen Architektur wurden hervortretende, profilierte Gesimse um Wandsäulen geführt, die aus der Fassade heraustreten. Auch im mittelalterlichen Kirchenbau wurden Verkröpfungen sowohl am Außenbau wie auch in Innenräumen eingesetzt. Eine große Bedeutung erlangten verkröpfte Gesimse als Element der Fassadengestaltung und -gliederung im Barock. 
Dies entsprach nicht immer dem späteren Zeitgeschmack. So sprach Johann Georg Sulzer im Jahr 1774 – an der Grenze zwischen Spätbarock und Klassizismus – in seiner Allgemeinen Theorie der Schönen Künste von der „Brechung eines sonst gerade laufenden Gliedes“. Er kritisierte:

„Man sieht an neuern Gebäuden nur gar zu ofte Beyspiele hiervon. […] Sie sind nicht nur, wie schon angemerkt worden, völlig ungereimt und den wesentlichsten Regeln entgegen, sondern geben auch den Gebäuden ein sehr überladenes gothisches, oder vielmehr arabisches Ansehen; weil das Aug nicht gerade über ein Gebälke weglaufen kann, sondern alle Augenblike an Eken anstößt. […] Es läßt sich nicht begreifen, wie es kommt, daß man diese Würkung eines verdorbenen Geschmaks nicht schon längst gehemmt hat.“

## Bilder

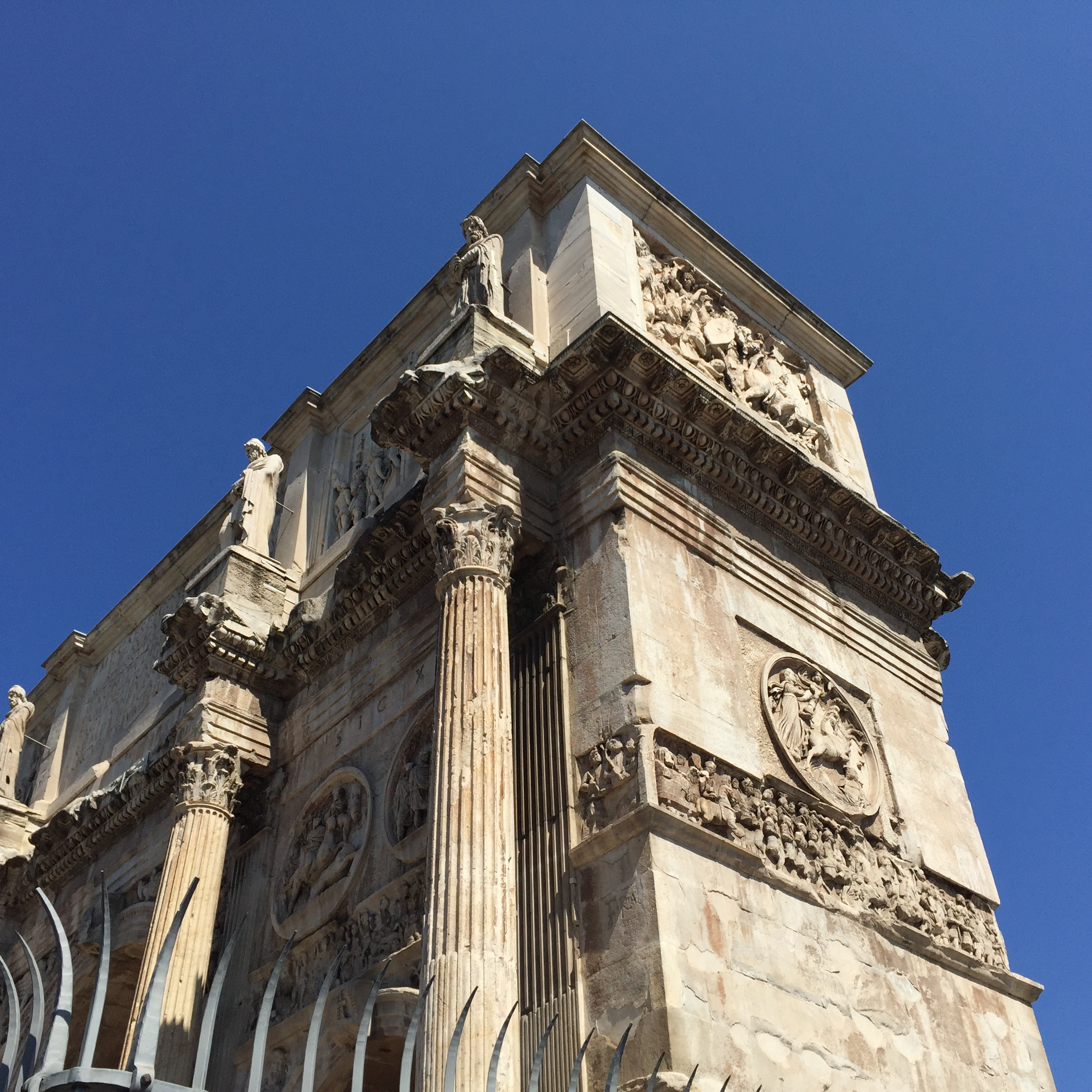
Verkröpftes Gesims am Konstantinsbogen, Rom
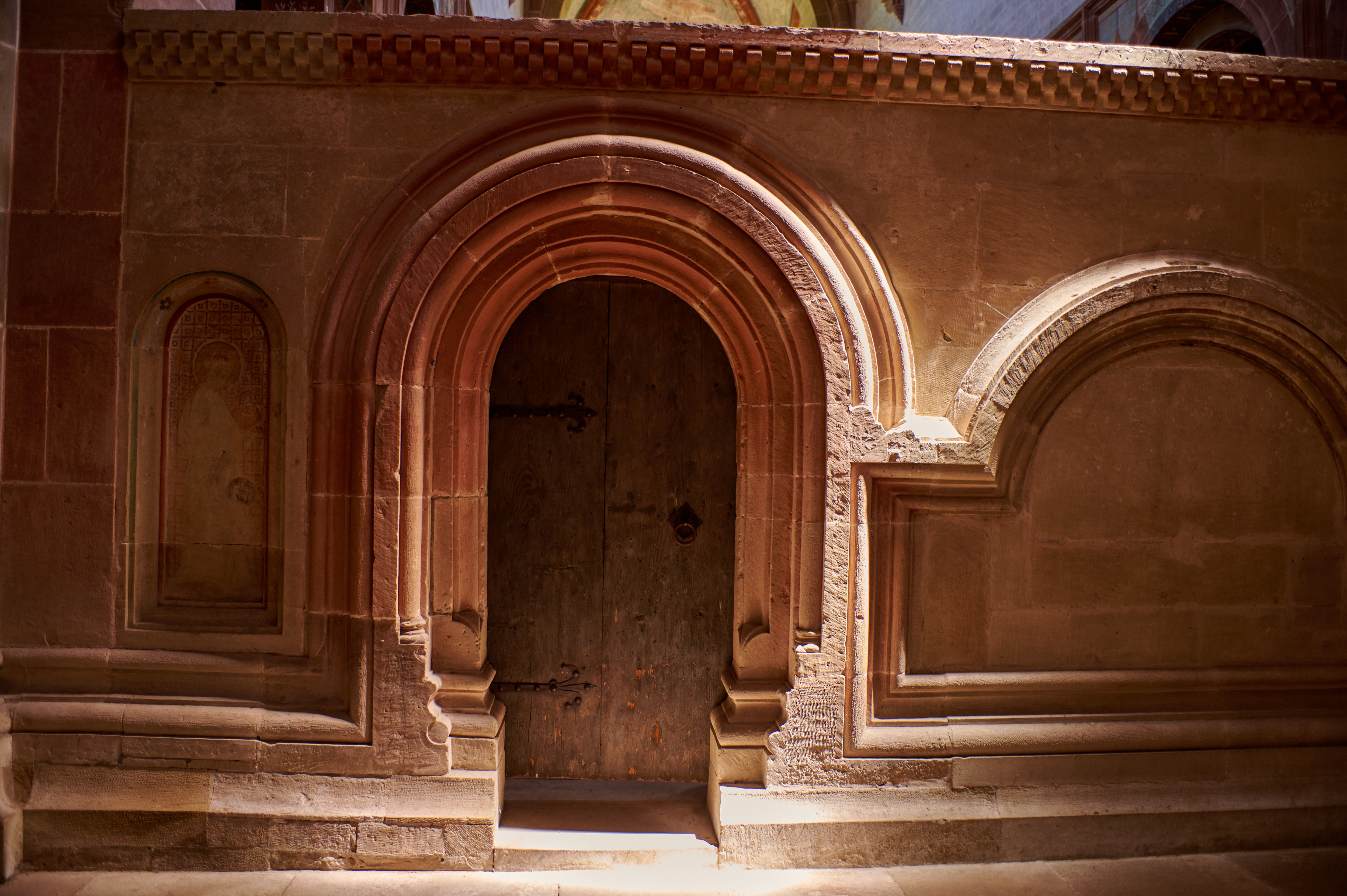
Um ein Portal verkröpftes Sockelprofil (Kloster Maulbronn)
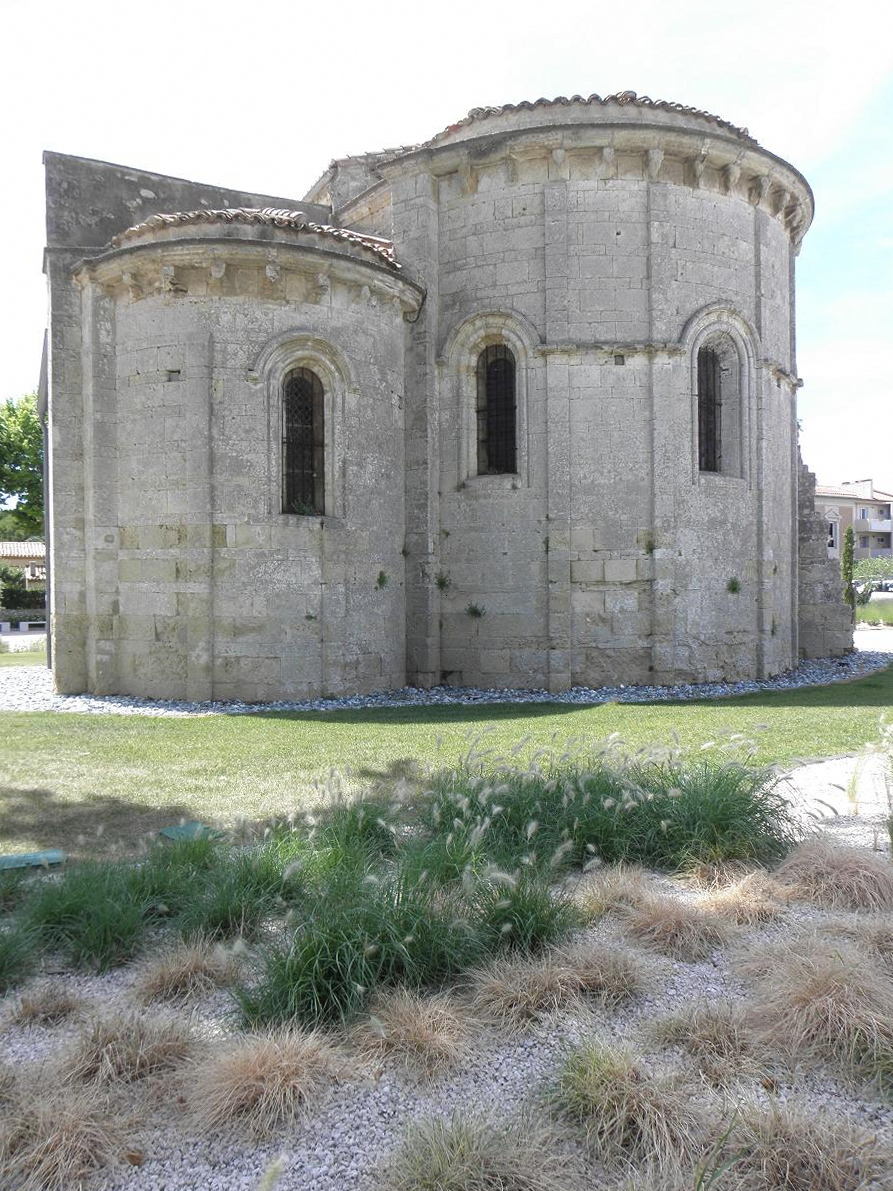
Verkröpfte und unverkröpfte Gesime über Apsisfenstern